# Maj-Britt Eriksson
Maj-Britt Eriksson född 2 december 1914 i Stockholm, död 31 juli 1986 i Saltsjöbaden, var en svensk författare.

## Priser och utmärkelser
- 1953 – Boklotteriets stipendiat
- 1955 – Boklotteriets stipendiat
- 1958 – Boklotteriets stipendiat
- 1961 – Landsbygdens författarstipendium
- 1977 – De Nios Vinterpris
- 1977 – Gunvor Anérs litteraturpris